# Camastra
Camastra – miejscowość i gmina we Włoszech, w regionie Sycylia, w prowincji Agrigento.
Według danych na styczeń 2010 gminę zamieszkiwało 2090 osób przy gęstości zaludnienia 128,5 os./1 km².